# Étienne Martellange
Ne doit pas être confondu avec Étienne de Martellange.

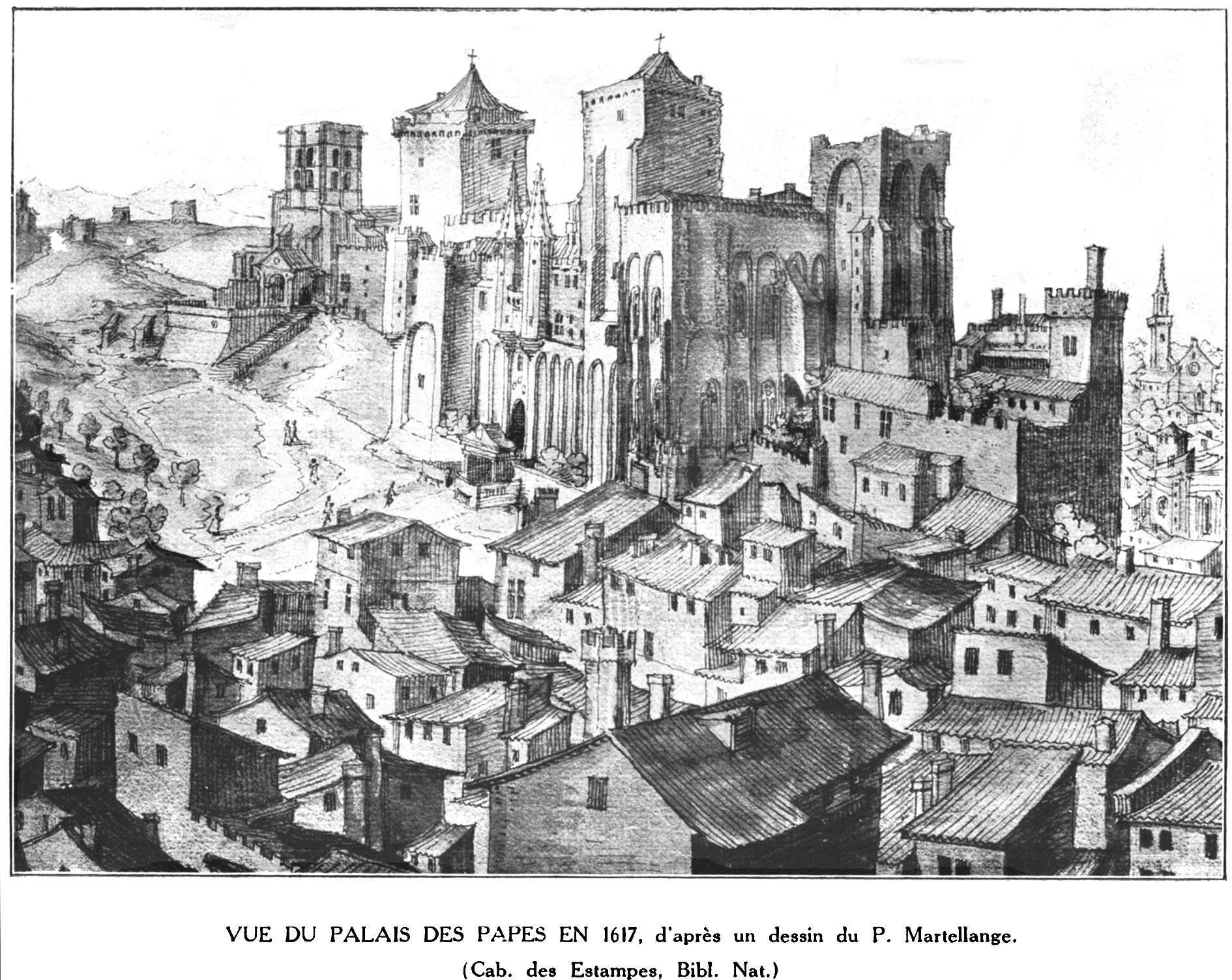
Vue du palais des papes d'Avignon par Étienne Martellange en 1617

Étienne Martellange, né le 22 décembre 1569 à Lyon (France) et décédé le 3 octobre 1641 à Paris, est un frère jésuite, architecte et peintre de renom.

## Biographie
Étienne Martellange est issu d'une famille d'artistes ; son père Étienne de Martellange est peintre à Lyon. En 1590 il est reçu dans la Compagnie de Jésus pour y servir comme frère (non comme prêtre). Il est d'abord nommé portier dans différents collèges (Billom et Clermont-Ferrand). Il sera un temps infirmier, sacristain avant de se lancer dans la peinture religieuse.
Au collège de Chambéry où il est nommé en 1603 il assiste le recteur et architecte, le père François Bonald, dans le projet de réaménagement du collège. Lorsque le père quitte le collège la même année c'est à lui qu'est confié la direction des travaux. À partir de cette date il est chargé par son supérieur religieux de superviser l'ensemble des constructions de l'Ordre en France. Il assurera cette charge jusqu'à la fin de sa vie.
Par ailleurs on lui doit aussi le dessin de nombreuses vues de villes et de monuments, qui sont couramment reproduits, souvent sans que son nom soit mentionné. Ses plans et dessins sont conservés au cabinet des estampes de la Bibliothèque nationale de France et d'autres à l’Ashmolean Museum, à Oxford.

## Œuvres principales
Il a notamment été l'architecte des édifices suivants :
- le collège Henri IV de La Flèche (aujourd'hui Quartier Henri IV du Prytanée national militaire) et son église Saint-Louis
- la chapelle Sainte-Anne-et-Saint-Joachim du collège des jésuites de Carpentras (aujourd'hui lieu d'expositions)
- la chapelle du noviciat des jésuites Saint-Louis à Avignon (aujourd'hui l'hôtel Cloître Saint Louis)
- la chapelle du Collège des jésuites d'Avignon (aujourd'hui Musée lapidaire d'Avignon)
- l'église Saint-Paul-Saint-Louis de Paris, rue Saint-Antoine, avec François Derand
- la chapelle Saint-Louis du collège des jésuites de Blois (aujourd'hui église Saint-Vincent-de-Paul)
- le collège Sainte-Marie de Bourges (aujourd'hui École nationale supérieure d'art)
- la reconstruction de la cathédrale Sainte-Croix d'Orléans, avant Jacques V Gabriel
- le collège Ponsard à Vienne de 1605 à 1607
- le collège et la chapelle de la Trinité de Lyon, de 1607 à 1620[3]
- l'hospice de la Charité à Lyon, en 1616
- le collège des Jésuites de Moulins, au financement duquel a contribué Honoré d'Urfé, actuellement Palais de justice.
- la chapelle du collège Saint-Thomas des jésuites de Rennes, construite de 1624 à 1651 (devenue église Toussaints en 1803).
- le collège jésuite des Godrans, Dijon, devenu Bibliothèque municipale classée de Dijon
- la chapelle Saint-François-Xavier du noviciat des Jésuites de Paris (Saint-Germain-des-Prés), terminée en 1642 (aujourd'hui disparue).

### Dessins
- Fonds de dessins d'Etienne Martellange [4]
- Vue du Sisteron en Provence[5]
- Projet de clôture monumentale pour une chapelle aux armes du duc de Bellegarde, plume, encre brune et lavis brun. H. 0,527 ; L. 0,379 m[6]. Paris, Beaux-Arts de Paris.
- Projet de profil et face pour un agenouilloir destiné à la chapelle du duc de Bellegarde, pierre noire, plume, encre brune et lavis brun. H. 0,279 ; L. 0,411 m[7]. Paris, Beaux-Arts de Paris. Ces deux dessins nous permettent de documenter les contributions de Martellange aux décors intérieurs de ses projets architecturaux. Les inscriptions et les armoiries apposées sur l'une des feuilles signée "Estienne Martellange" et datée de 1613 permettent de la considérer comme un projet pour la clôture de l'oratoire du duc de Bellegarde, la chapelle située à droite du chœur dans l'église des Jésuites de Dijon. L'artiste accompagne son dessin destiné au menuisier de toutes les instructions nécessaires à l'exécution du travail. L'étude d'agenouilloir est signée et datée de 1615 ; on y retrouve les mêmes armoiries. Les choix décoratifs de Martellange sont résolument baroques et rompent avec la tradition décorative héritée de l'école de Fontainebleau[8].
- Projet de chaire pour l'église du collège des Godrans à Dijon, plume, encre brune, lavis brun et rehauts de blanc. H. 0,775 ; L. 0,268 m[9]. Paris, Beaux-Arts de Paris.
- "Plan pour la chaire du collège de Dijon en 7bre 1617", plume, encre noire et lavis brun. H. 0,341 ; L. 0,236 m[10]. Paris, Beaux-Arts de Paris. Le projet d'ornementation pour cette chaire est particulièrement spectaculaire. Le graphisme est vif et souple, les nuances de lavis confèrent aux motifs leur volume et leur relief. L'exécution est libre mais soignée. L'artiste a joint un plan à ce projet pour préciser l'accès latéral à son ouvrage[11].
- Projet de porte monumentale à deux vantaux pour l'église du collège des Gondrans à Dijon, plume, encre brune, lavis brun et d'encre de Chine. H. 0,538 ; L. 0,413 m[12]. Paris, Beaux-Arts de Paris. Cette étude est un dessin-contrat paraphé le 18 octobre 1615 devant notaire par différents membres du Parlement de Bourgogne et par Pierre Dubois maître menuisier. L'étude du dessin permet de le considérer comme préparatoire pour la porte de l'église du collège des Godrans, toujours en place rue de l'École de Droit, à l'entrée principale de l'édifice aujourd'hui affecté à la bibliothèque municipale. Le vocabulaire décoratif mis en place est hérité du baroque romain[13].